# Акош Елек
Акош Елек (угор. Elek Ákos, нар. 21 липня 1988, Озд) — угорський футболіст, захисник, півзахисник клубу «Діошдьйор» і національної збірної Угорщини.

## Клубна кар'єра
У дорослому футболі дебютував 2004 року виступами за команду клубу «Казінцбарцика», в якій провів чотири сезони, взявши участь у 64 матчах чемпіонату.
Згодом з 2008 по 2011 рік грав у складі команд клубів «Відеотон», першу половину 2012 року провів в оренді у турецькому «Ескішехірспорі».
Влітку 2012 року став гравцем «Діошдьйора», відіграв за клуб з Мішкольца наступні два з половиною сезони своєї ігрової кар'єри. Більшість часу, проведеного у складі «Діошдьйора», був основним гравцем команди.
На початку 2015 року уклав дворічний контракт з китайським «Чанчунь Ятай», проте вже через рік повернувся на батьківщину, знову ставши гравцем «Діошдьйора», в якому отримав капітанську пов'язку.

## Виступи за збірні
Протягом 2009—2010 років залучався до складу молодіжної збірної Угорщини. На молодіжному рівні зіграв у 2 офіційних матчах.
2010 року дебютував в офіційних матчах у складі національної збірної Угорщини. Наразі провів у формі головної команди країни 37 матчів, забивши 1 гол.

## Титули і досягнення
- Чемпіон Угорщини (1):

«Відеотон»:  2010-11
- Володар Кубка угорської ліги (1):

«Відеотон»:  2013-14
- Володар Суперкубка Угорщини (1):

«Відеотон»:  2011
- Володар Кубка Казахстану (2):

«Кайрат»: 2017, 2018
- Володар Кубка Угорщини (1):

МОЛ Віді: 2018-19